# Bobi Wine : Le Président du peuple
Pour plus de détails, voir Fiche technique et Distribution.
Bobi Wine : Le Président du peuple (Bobi Wine: The People's President) est un film britannique réalisé par Moses Bwayo et Christopher Sharp, sorti en 2022.

## Synopsis
Le film s'intéresse à la figure de Bobi Wine, chanteur et homme politique ougandais.

## Fiche technique
- Titre : Bobi Wine : Le Président du peuple
- Titre original : Bobi Wine: The People's President
- Titre de travail : Bobi Wine: Ghetto President
- Réalisation : Moses Bwayo et Christopher Sharp
- Musique : Dan Jones
- Photographie : Sam Benstead, Moses Bwayo et Michele Sibiloni
- Montage : Paul Carlin
- Production : John Battsek et Christopher Sharp
- Société de production : National Geographic, Southern Films et Ventureland
- Société de distribution : National Geographic Documentary Films (États-Unis)
- Pays :  Royaume-Uni,  Ouganda et  États-Unis
- Genre : Documentaire
- Durée : 113 minutes
- Dates de sortie : 
  -  Italie : 31 août 2022 (Mostra de Venise)

## Distinctions
Le film a été nommé à l'Oscar du meilleur film documentaire.